# Сижка
Сижка — несохранившийся русский город, находившийся близ села Кокошкино Ржевского района Тверской области.

## История
В XIV веке Сижка являлась крепостью Великого княжества Литовского на границе с Великим княжеством Тверским. В летописном «Списке русских городов дальних и ближних» 1375—1381 годов Сижка названа в числе литовских городков. Присоединена к Московскому княжеству, вероятно, в 1381—1382 годах, окончательно закреплена за ним по московско-литовскому договору 1449 года. В XV—XVI веках являлась погостом, административным центром Сижской волости Ржевского уезда. В конце XVI или начале XVII века погост был перенесён на противоположный левый берег реки Сишка (погост Сижский XVII века, погост Никола-Сишка XVIII — начала XX века).

## Городище
Городище «Усть-Сишка» расположено на правом берегу Волги в устье реки Сишка на останце второй надпойменной террасы. По соседству с ним находится стоянка позднего мезолита. Городище занимает треугольную в плане площадку (105 х 160 х 210 м). С запада прослеживаются остатки вала. Городище обследовано в 1976 году разведочным отрядом Верхневолжской археологической экспедиции Института археологии АН СССР под руководством Л. В. Кольцова. Культурный слой глубиной 1 м содержит лепную и гончарную керамику. На территории городища были также найдены бронзовый браслет, железные ножи. Керамика отнесена предположительно к раннему железному веку, а также к древнерусской и позднесредневековой эпохе.